# たゆたえども沈まず
『たゆたえども沈まず』（たゆたえどもしずまず、ラテン語: Fluctuat nec mergitur）は、原田マハによる日本の小説。2017年10月25日に幻冬舎より刊行されたのち、2020年4月8日に文庫化された。

## 概要
フランス・パリで画商のアシスタントをする加納重吉と、その雇用主である画商、林忠正、画家ゴッホとその弟テオとの交流と悲劇を描く。ゴーギャンを初め、実在の人物も多く登場する。

## あらすじ
日本国内では、瀬戸物の包み紙程度の認識しかなかった日本の浮世絵。これが海外に持ち出された時、その画に芸術的価値を見いだしたのは、後に印象派と呼ばれる名もなき若く貧しい画家達だった。
グーピル商会で働く若き画商・テオは、金を散財するくせに、書いた画を一枚も売れずにいる画家、兄のフィンセントに頭を悩ませている。兄を疫病神のように嫌う一方で、彼の描く画に魅せられ、また高く評価もしていた。
行き詰まりを感じている兄に、その自由な画風が若き芸術家の間で評判となっている浮世絵を見せたいがため、テオは同じパリで美術商をしている林忠正や加納重吉との交流を深めてゆく。
テオから紹介されたフィンセントにただならぬ才能を感じた林は、彼が描く最高の一枚を手に入れるため、ある閃きから、アルルへの移住を薦めるが、それはゴッホ兄弟にとって悲劇の始まりだった。

## 主な登場人物
加納 重吉（かのう じゅうきち）
世界で活躍する日本人を夢見て開成学校でフランス語を学ぶ。しかし学校から紹介された留学先はイギリスだったため、これを断わるが、そのため校内に居場所が無くしてしまう。その後学校の先輩である忠正にスカウトされ、フランスに渡る。
林 忠正　(はやし ただまさ)
開成学校を卒業目前にして退学し、起立工商株式会社に潜り込み渡仏。その後はパリで、浮世絵を扱う画廊を営む若き経営者となる。印象派とよばれる画家が興した新しい潮流が、やがて西洋画の中心になる事を見抜き、彼らを支援する。
テオ
フィンセントの弟。本名はテオドルス・ファン・ゴッホ。パリで人気の画廊・グーピル商会で働く若き画商。没落した実家と働かない兄を支えるために、売りたくもない旧態依然とした重厚な西洋画を売るが、忠正同様に、印象派の時代が来る事を予見している。
フィンセント
テオの兄。本名はフィンセント・ファン・ゴッホ。牧師を志すものの挫折。画家を目指して、弟テオのアパートに転がり込む。繊細な面があり、トラブルを起こしては、テオを悩ます。
る。
ゴーギャン
本名はウジェーヌ・アンリ・ポール・ゴーギャン。テオを通じてフィンセントと親しくなる。アルルではフィンセントと共同生活を送るが、後に決別する。

## たゆたえども沈まず

パリ市の紋章

”どんな時であれ、何度でも。流れに逆らわず、激流に身を委ね、決して沈まず、やがて立ち上がる”
セーヌ川はパリの中心部に位置し、パリはセーヌ川の中州にあるシテ島を発展していった経緯がある。「たゆたえども沈まず」は氾濫など災害にも決して流されることのないこの島にあやかるため、川を行き交う漁民・船員がおまじないとして口にしていた言葉だが、徐々に市民にも広まっていった。
「たゆたえども沈まず」を意味するラテン語「Fluctuat nec mergitur」は、16世紀からパリ市の紋章のモットーとなっている。

## 装丁
表紙にはフィンセント・ファン・ゴッホの代表作の一つである「星月夜」が用いられている。また物語の終盤にも登場する。カバーデザインは重実生哉が担当。